# Teatre Gran
El Teatre Gran és un teatre d'època romana, sepultat per l'erupció del Vesuvi l'any 79 i descobert durant les excavacions arqueològiques realitzades en l'antiga Pompeia, a la Campània, Itàlia. En el seu interior es representaven comèdies,tragèdies i pantomimes, a més de atel·lanes, acompanyats de dansa i música. L'edifici està situat al sud de la ciutat, proper a la Via Stabiana i a la porta homònima, en la Regi VIII, Insula 7, mansanes 20, 21, 27 i 30.

## Història
El Teatre Gran va ser edificat durant l'època samnita, encara que va ser totalment reconstruït al segle ii aC, i posteriorment restaurat diverses vegades. Entorn de l'any 80 aC, es van efectuar diversos treballs coetanis a la construcció del Teatre Petit, principalment a la zona de la càvea, que va ser ampliada uns deu metres. En l'època d'August es va realitzar una reestructuració total, gràcies a les subvencions de la gens Holconia, una de les famílies més importants de Pompeia, dedicada al cultiu de la vinya. Aquest esdeveniment es recorda en un epígraf que indica:
| « | «M.M. Holconii Rufus et Celer criptam, tribunalia, theatrum sua pecunia» | Marc Holconi Rufus i Marc Holconi Celer van reconstruir amb les seves pròpies expenses el pas subterrani cobert, les llotges i tota la graderia | » |

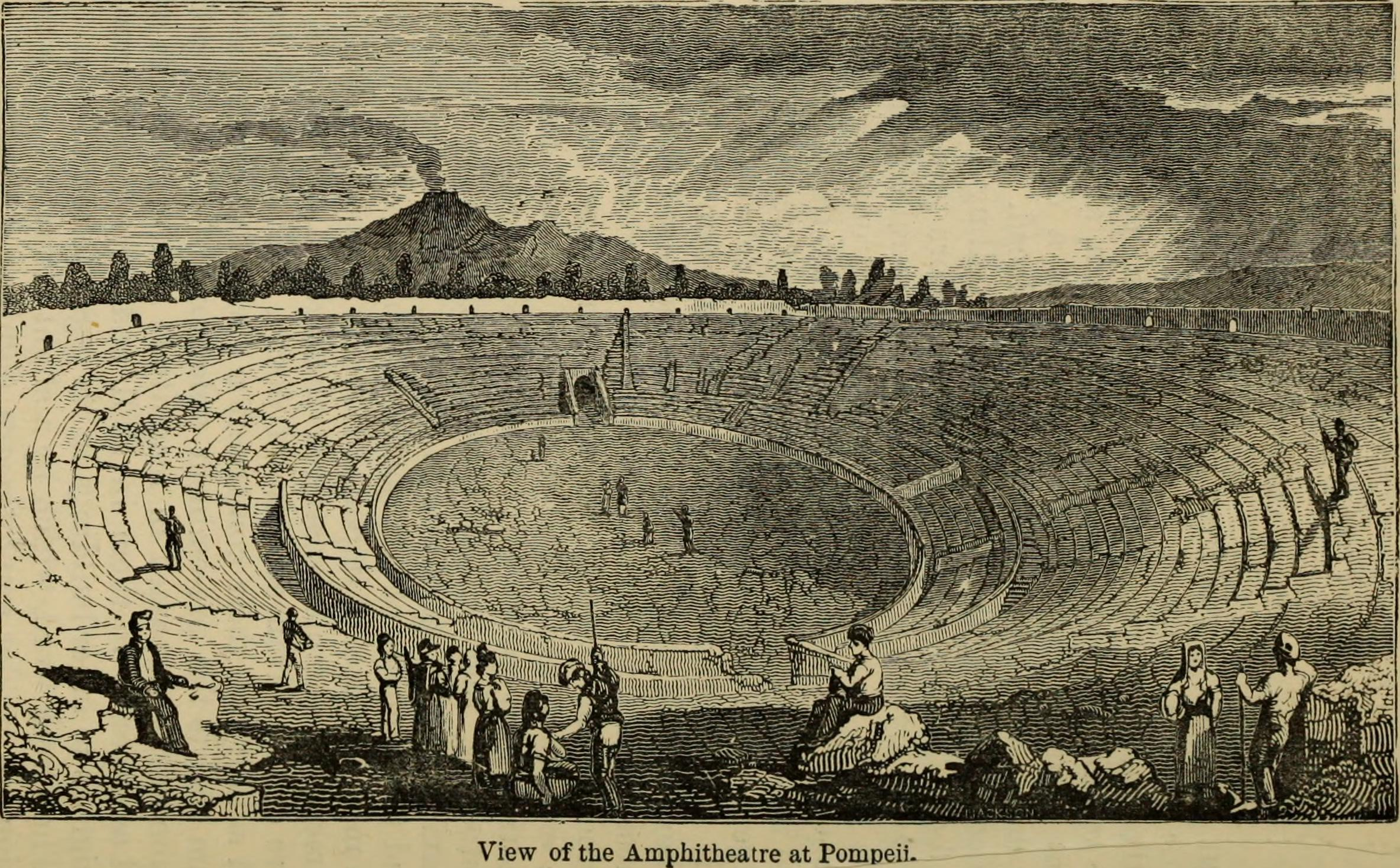
Gravat de l'any 1887

Els noms dels benefactors van permetre datar amb precisió la data de la restauració, probablement entorn el 2 o 3 aC. En aquests anys Marc Holconi Rufus era duumvir de Pompeia, i se li va dedicar una escultura a més d'un bisellium o lloc reservat en el teatre. La rehabilitació va ser encomanada a un llibert anomenat Marco Artori. De fet, entre els romans era costum encarregar els treballs manuals a aquestes classes socials, ja que no es consideraven com a activitats dignes d'un home lliure. Després del terratrèmol de Pompeia del 62 l'estructura va quedar parcialment danyada, motiu pel qual l'escena va haver de ser totalment reconstruïda.
L'any 79, el teatre va ser sepultat per l'erupció volcànica del Vesuvi sota una capa de cendres i lapil·li, igual que la resta de la ciutat. A partir de 1748, la dinastia borbònica va ordenar l'inici de les excavacions arqueològiques. El 1763 es van iniciar les recerques sistemàtiques a la zona del Teatre Gran. Actualment, després d'una rigorosa restauració, l'edifici s'utilitza els mesos d'estiu per a representacions teatrals i concerts.

## Descripció

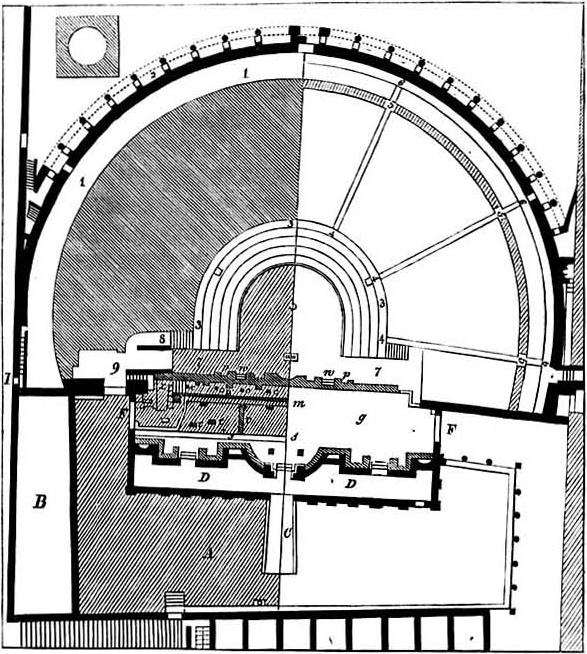
Planta del Teatre Gran de Pompeia, il·lustració de 1870.

El Teatre gran posseeix unes característiques clarament hel·lenístiques. Es va construir en el vessant d'un pujol, utilitzant el seu pendent per formar la graderia, una disposició típica dels teatres grecs. Per això, les seves vistes recauen sobre una esplèndida panoràmica, dominada per la vall del Sarne i per les Lactarius Mons. Així mateix, es va situar prop del temple dòric, és a dir, prop d'un àrea sagrada, un tret habitual de l'arquitectura grega. A més, la seva planta té una forma ultra-semicircular o de ferradura, diferenciant-se del model tradicional romà, amb forma d'hemicicle o semicercle.
El teatre es va construir íntegrament en opus incertum. La càvea o zona reservada al públic podia acollir uns 5000 espectadors i estava dividida en tres parts: la ima cavea, revestida de marbre, que estava reservada als decurions i als ciutadans importants; la media cavea, la més àmplia i amb millors vistes de l'espectacle, que s'assignava als gremis, i la summa cavea, destinada als plebs. Al la vegada, tant la media com la summa cavea es dividien transversalment en cinc sectors mitjançant escales d'accés. De la summa cavea només es conserva un petit tram, ja que es va esfondrar durant el terratrèmol del 62. El teatre també tenia una graderia superior que es recolzava sobre una galeria correguda anul·lar realitzada amb volta de canó, així com d'altres graderies damunt dels pàrods, tots dos realitzats en època augusta. Aquesta característica era inusual, ja que els pàrodes habitualment estaven descoberts i, per tant, la graderia es va haver d'haver afegit posteriorment. La part dedicada al públic es completava amb unes llotges anomenades tribunalia, reservats als convidats d'honor, que gaudien de les millors vistes cap a l'escenari.

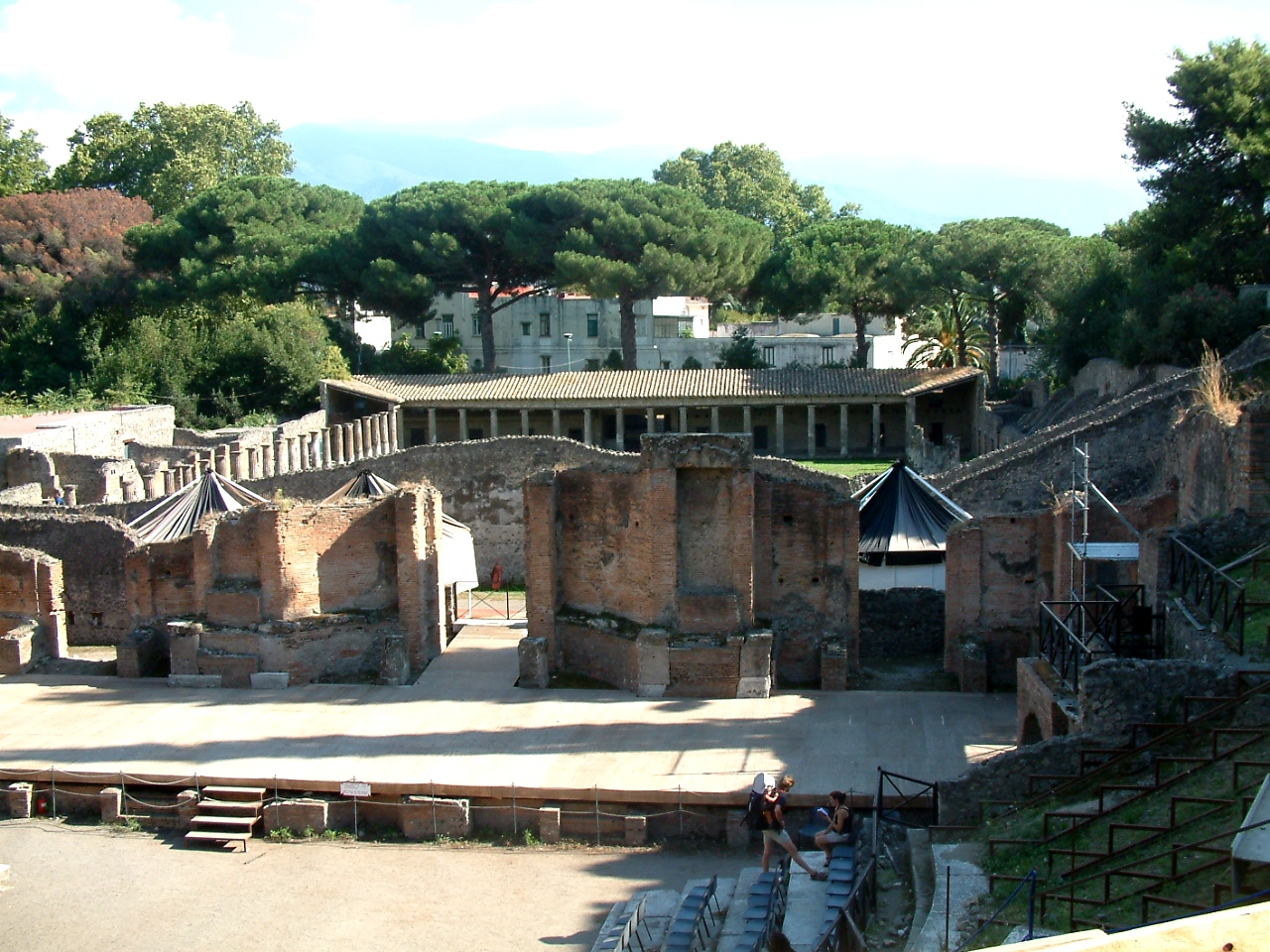
Vista de l'escenari del Teatre Gran

Els dos pàrodes coberts desembocaven a la zona de l'orquestra. El que estava emplaçat a l'oest conduïa, per l'altre extrem, a un gran pòrtic quadrat situat darrere de l'escenari, anomenat el Quadripòrtic o Casa dels gladiadors, ja que en els últims anys de la ciutat es va destinar a allotjar als gladiadors i a les seves famílies. Des d'aquest pòrtic es podia accedir al veí Fòrum Triangular mitjançant una escala. En l'entrada al pàrods es va trobar un cap masculí de l'època sulana. Al pàrodes de l'est s'accedia per la Via Stabiana i conduïa al mateix pati porticat. Ambdues galeries es van construir en opus incertum.
L'escenari, realitzat en opus latericium, tenia un metre i mig d'altura i disposava de dues petites escales perquè els actors accedissin a l'escena. En els laterals se situaven uns nínxols on se col·locaven els encarregats de l'ordre públic. El front d'escena, cobert per un teló que pujava i baixava, tenia tres portes i dues plantes imitant a un palau, tot això decorat amb nombrosos marbres i estàtues. Al costat de la llotja hi havia un petit vestidor que s'utilitzava també com a accés al pòrtic. Tota la zona del teatre estava ornamentada amb fonts i ninfeus, que van ser trobats durant les excavacions. La troballa també de diversos blocs perforats indica que en els mesos més calorosos tota l'estructura es cobria amb un velarium accionat mitjançant cordes i corrioles. Durant les pauses de les representacions el públic es reunia en el Quadripòrtic.

## Galeria d'imatges

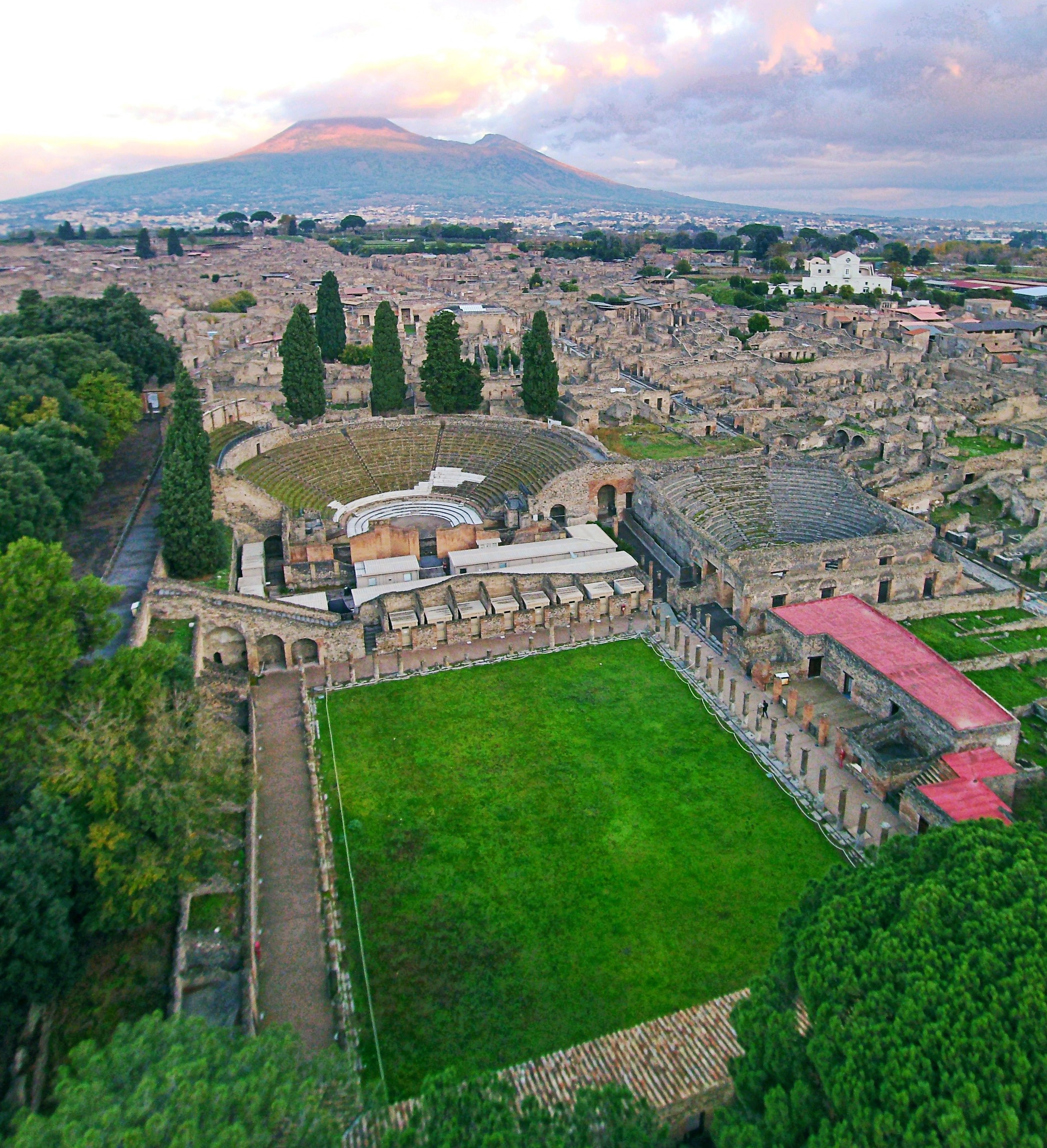
Vista aèria dels dos teatres de Pompeia, el Quadripòrtic en primer pla i el Vesuvi al fons
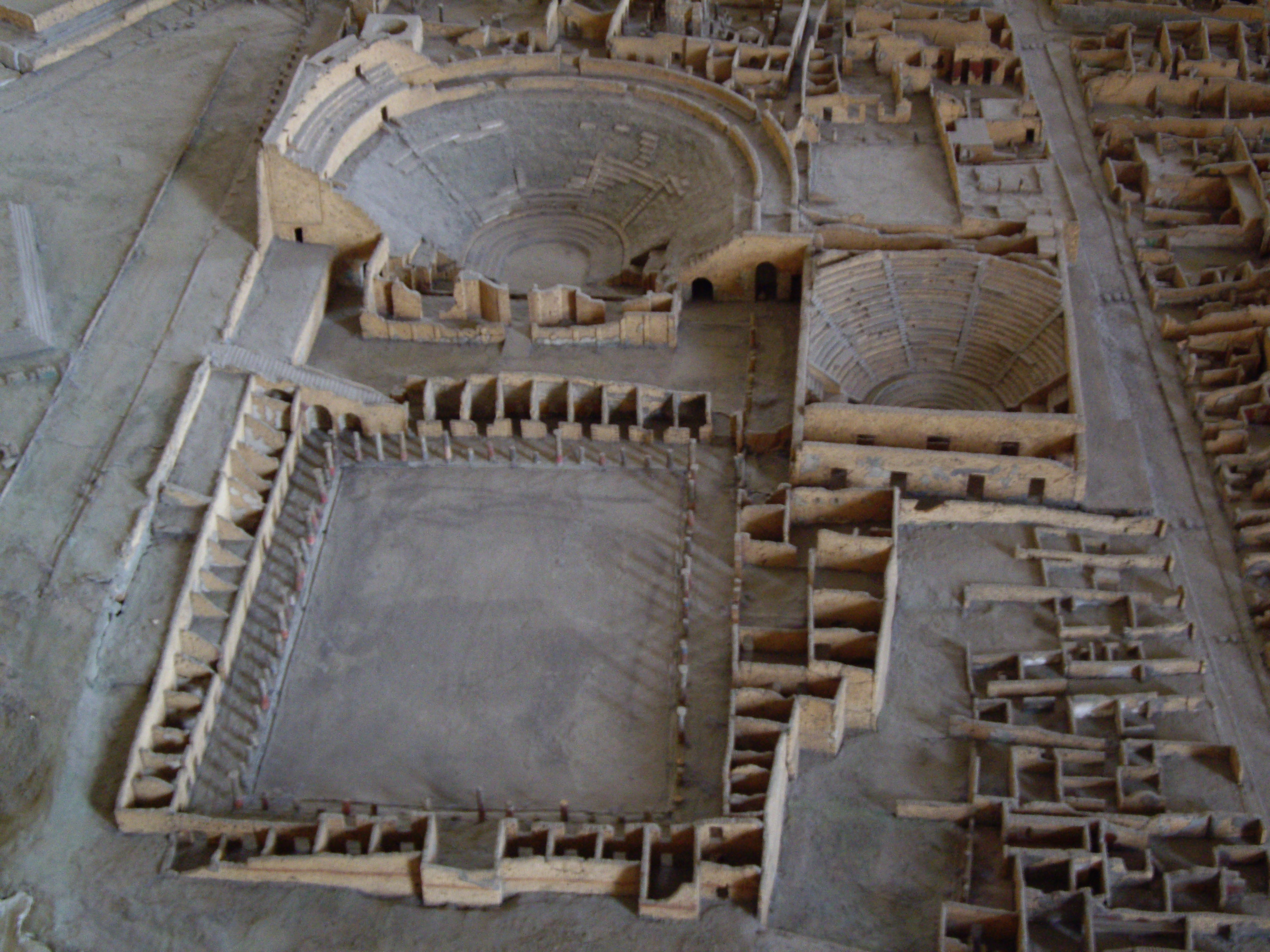
Maqueta dels dos teatres i el Quadripòrtic (Museu Arqueològic Nacional de Nàpols)
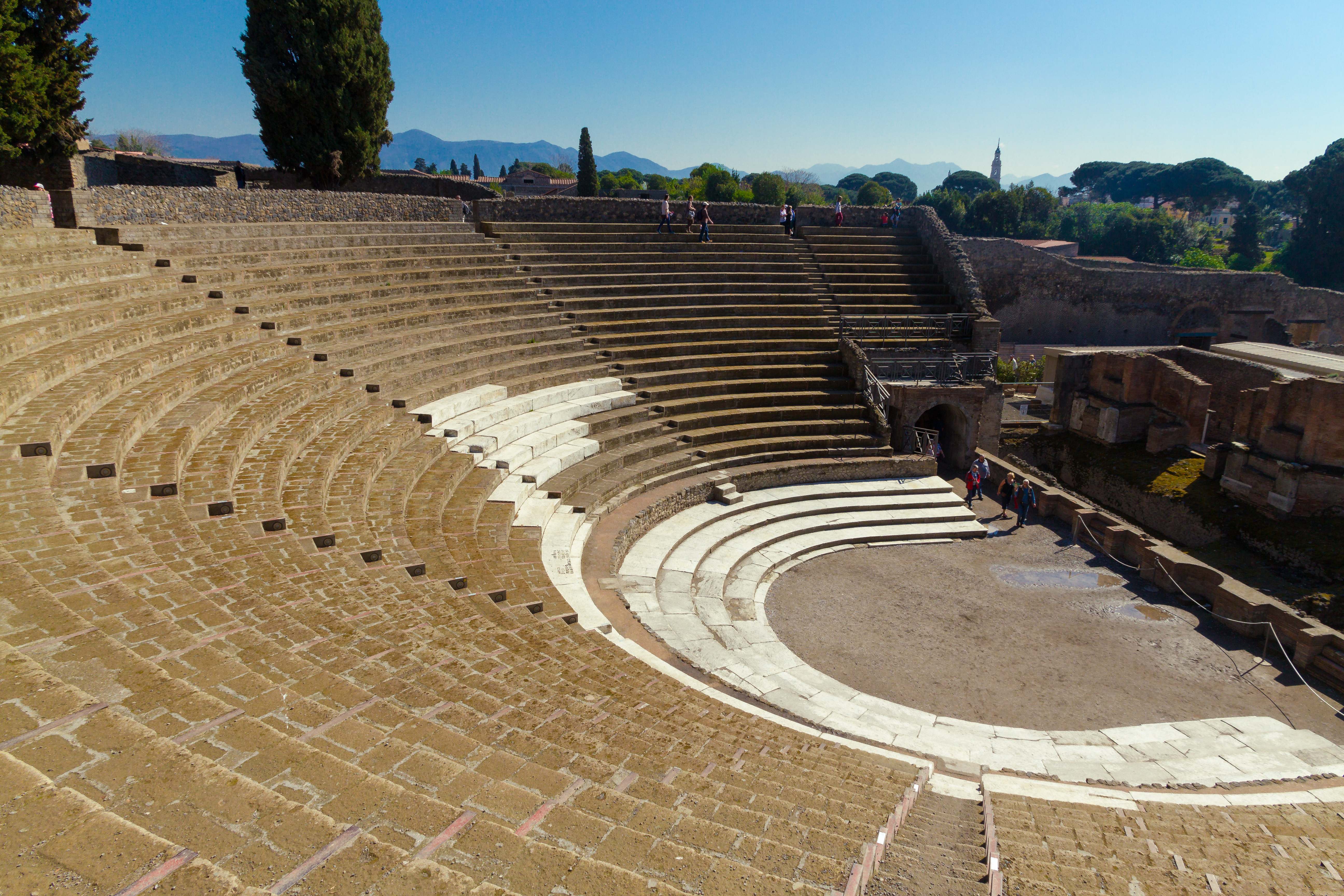
Vista de la gaderia
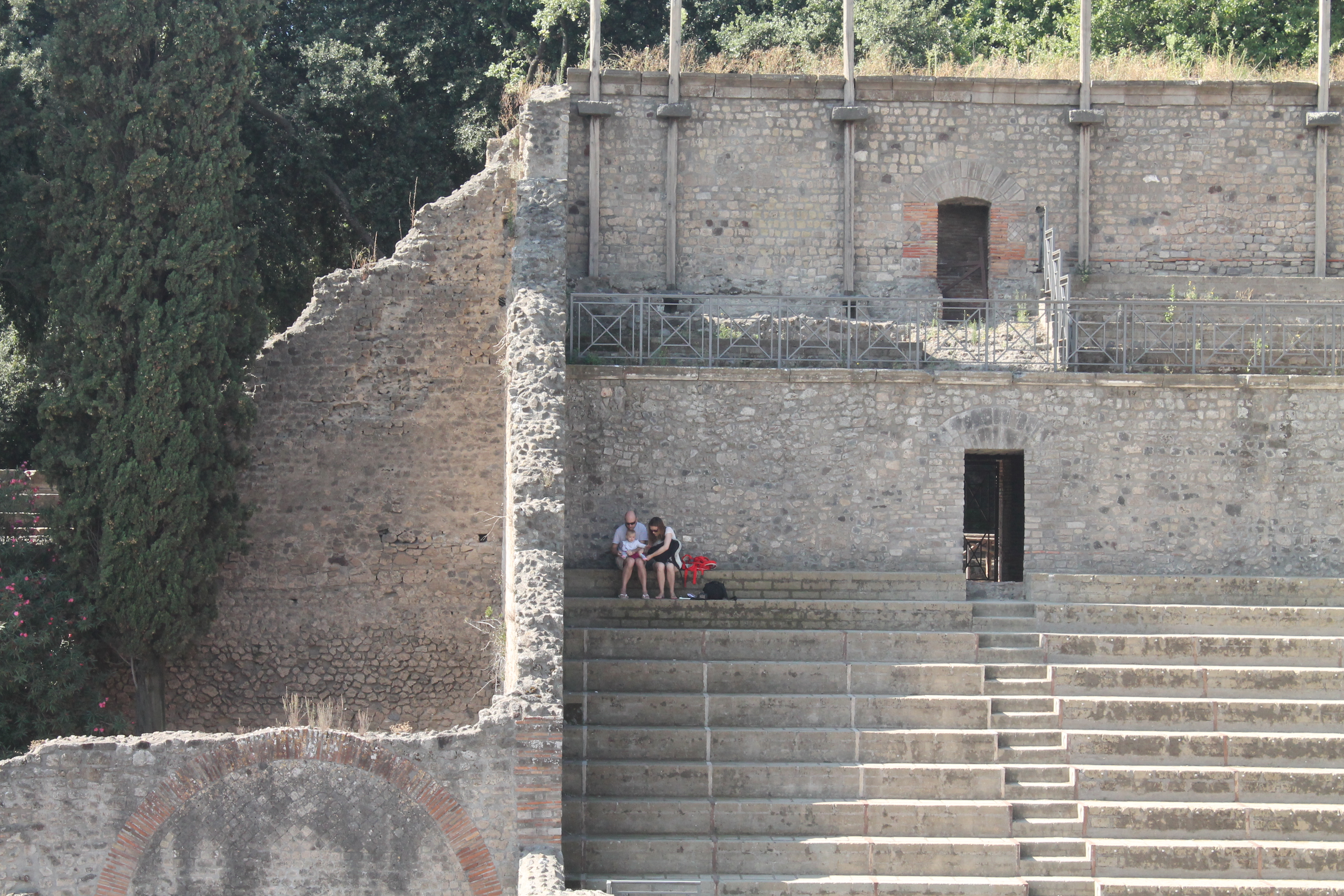
Vista de la part superior de la graderia o summa cavea
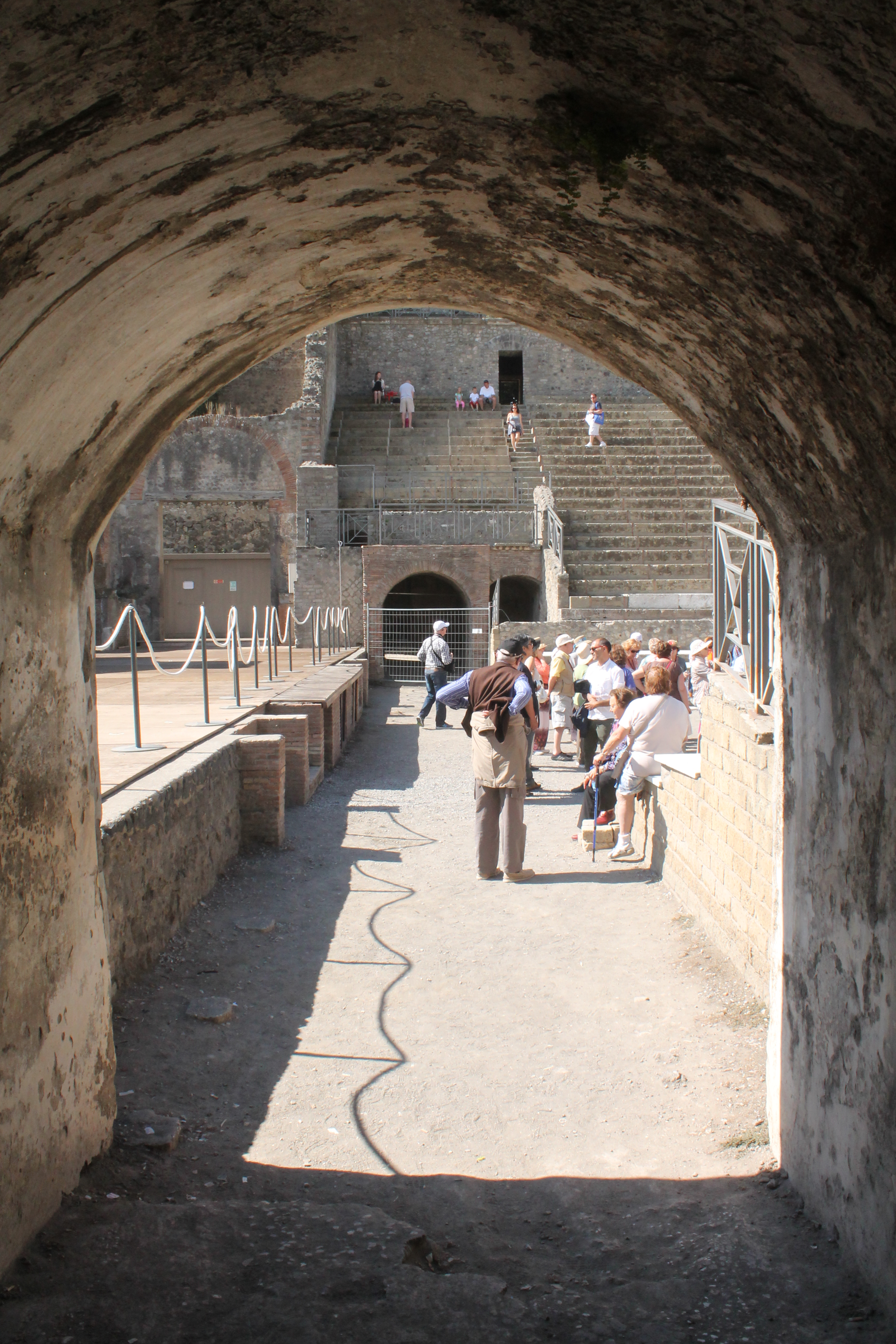
Corredor lateral o pàrode
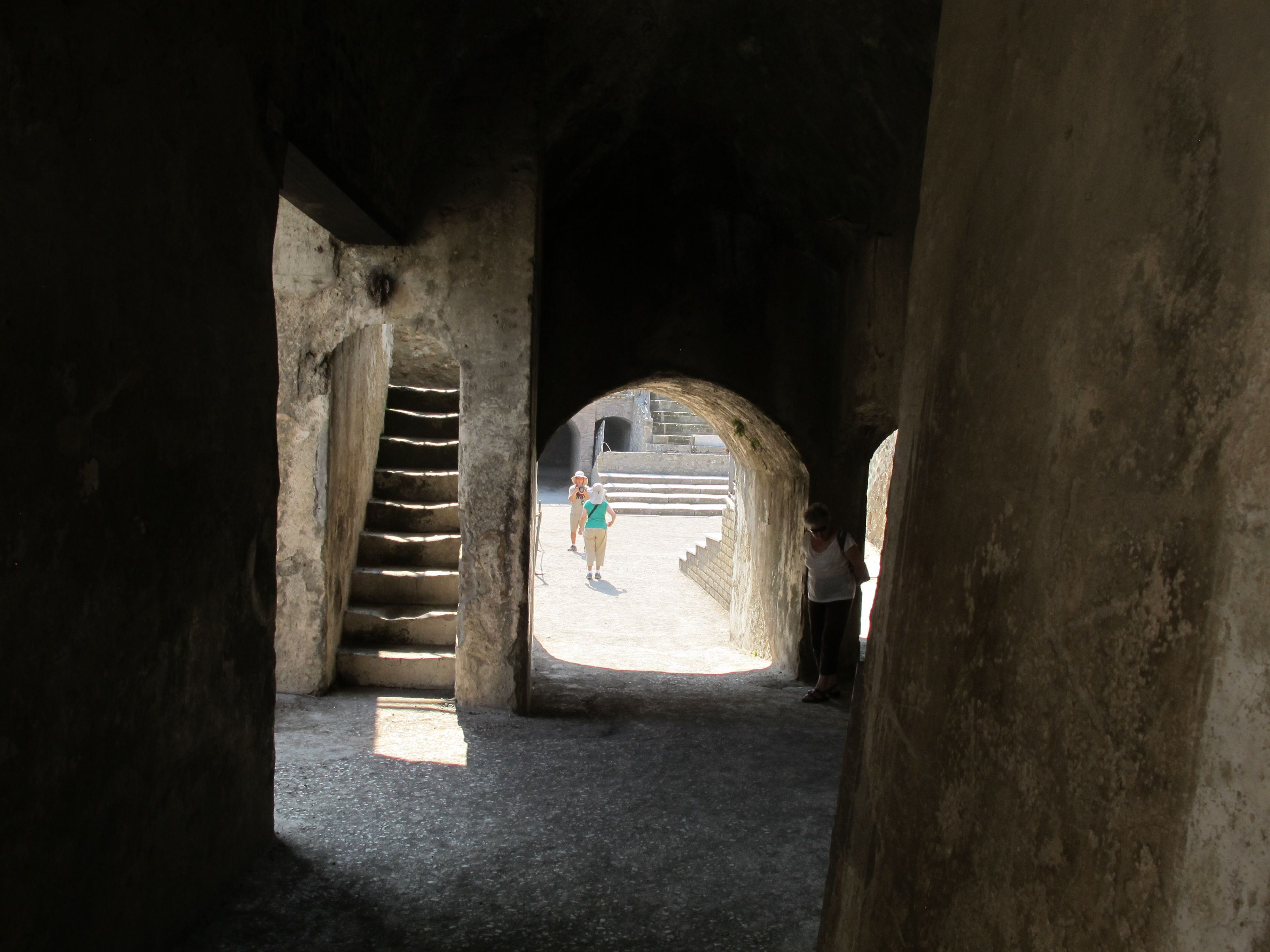
Detall del pàrode i escala d'accés a l'escenari
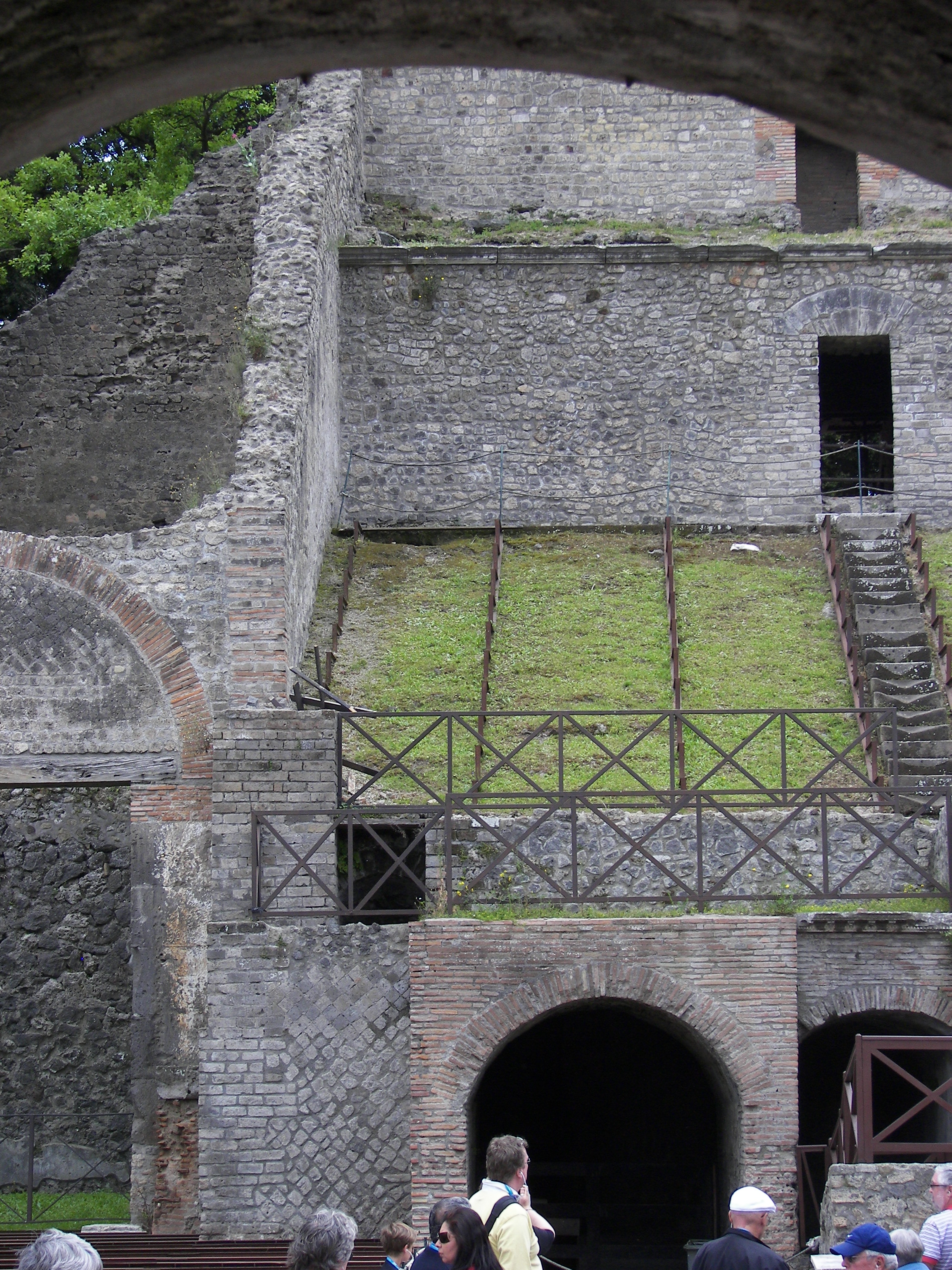
Detall del pàrode d'entrada, amb la graderia superior
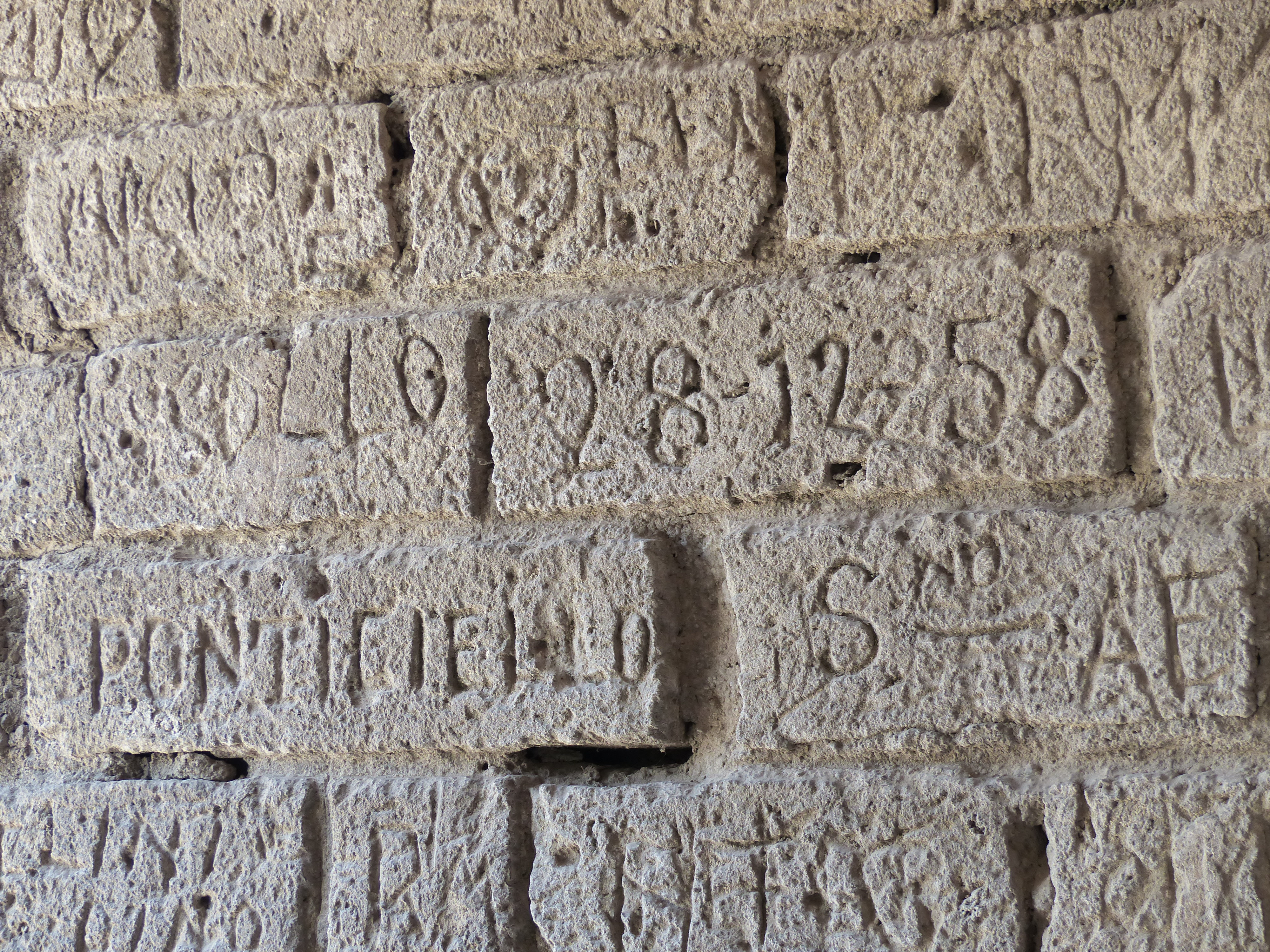
detall d'inscripcions a les pedres dels murs
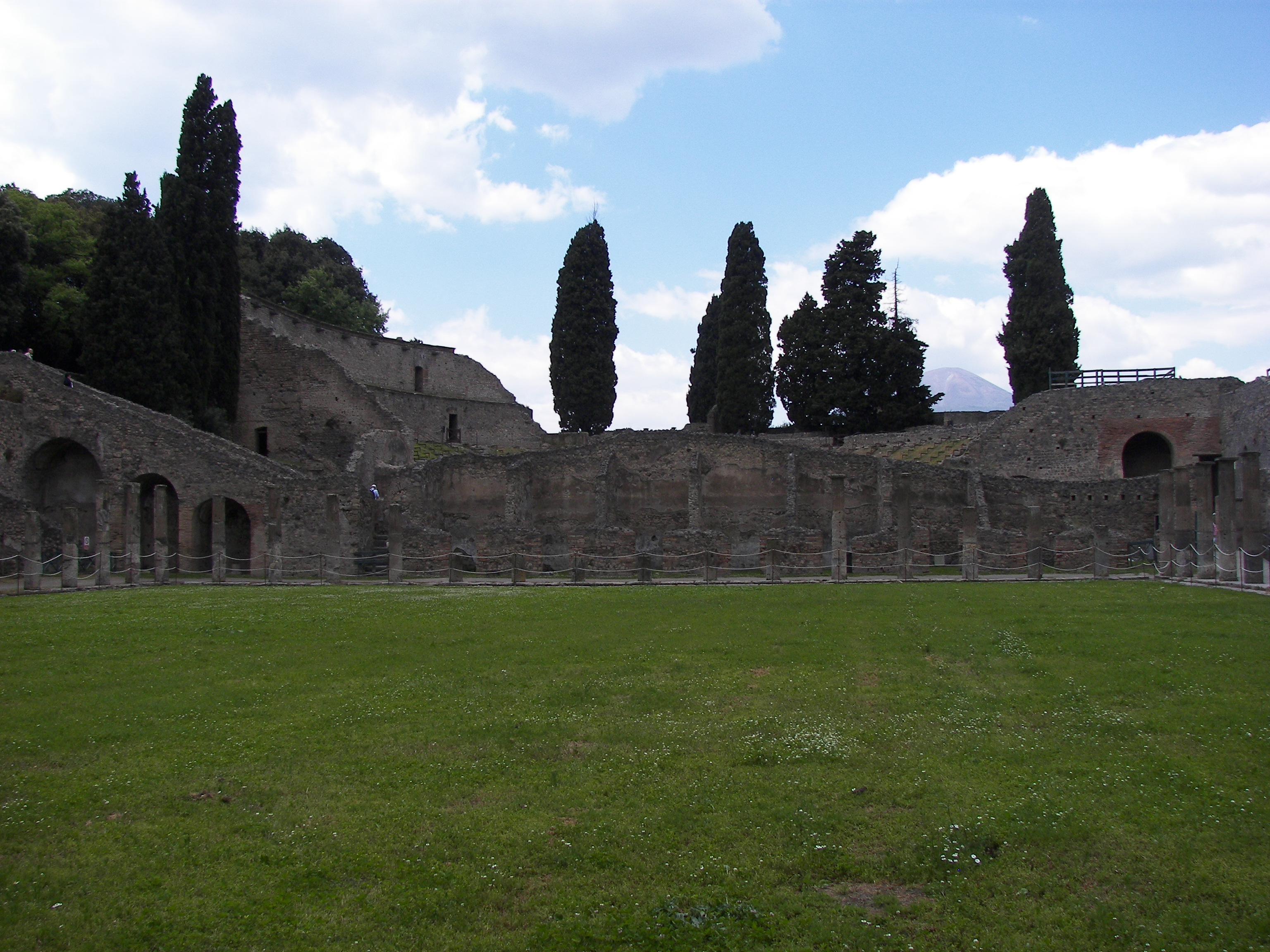
Casa dels gladiadors